# Armadillo confalonierii
Armadillo confalonierii is een pissebeddensoort uit de familie van de Armadillidae. De wetenschappelijke naam van de soort is voor het eerst geldig gepubliceerd in 1932 door Brian.